# Assanhadinho
Assanhadinho, Caça-moscas-de-bigodes ou assanhadinho-de-peito-dourado (Myiobius barbatus) é uma espécie de ave da família Tityridae.

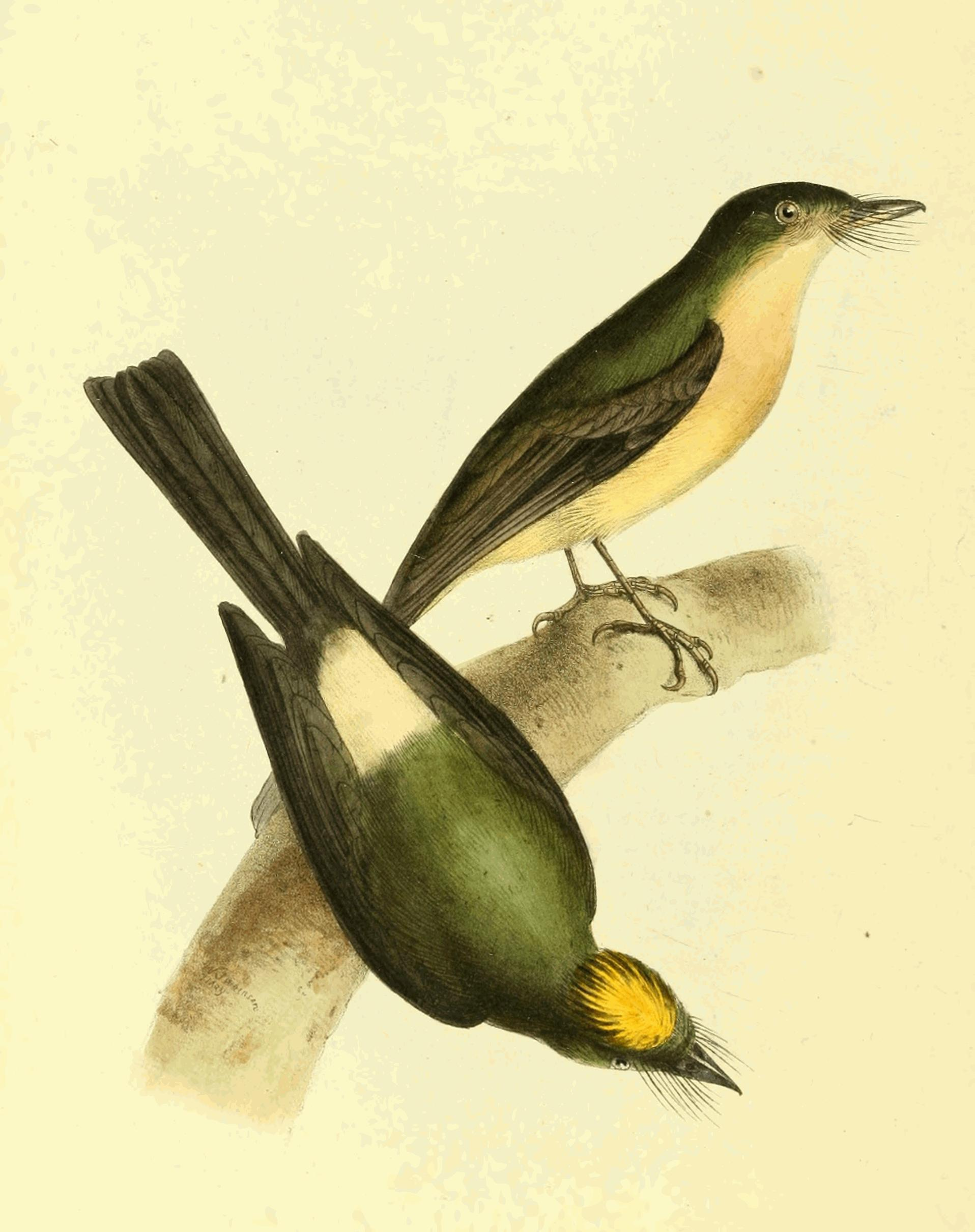

Pode ser encontrada nos seguintes países: Brasil, Colômbia, Equador, Guiana Francesa, Guiana, Peru, Suriname e Venezuela.
Os seus habitats naturais são: florestas subtropicais ou tropicais húmidas de baixa altitude e florestas secundárias altamente degradadas.